# 데니스 로슨
데니스 로슨(Denis Lawson, 1947년 9월 27일 ~ )은 스코틀랜드의 배우이다.

## 출연 작품

### 영화
- 2011년 퍼펙트 센스 - 형사 역
- 2012년 브로큰 - Mr. 버클리 역
- 2012년 더 머쉰 - 톰슨 역

### 드라마
- 2011년 마치랜드 (ITV, 영국) - 로버트 보웬 역